# Ecleora
Ecleora is een geslacht van vlinders van de familie spanners (Geometridae), uit de onderfamilie Ennominae.

## Soorten
- E. brandti Wehrli, 1941
- E. haroldaria Oberthür, 1913
- E. harteri Rothschild, 1912
- E. solieraria (Rambur, 1834)